# كيمبر لي
كيمبر لي (بالإنجليزية: Kimber Lee)‏ هي مصارعة محترفة أمريكية، ولدت في 27 يونيو 1990 في سياتل في الولايات المتحدة.

## روابط خارجية
- كيمبر لي على موقع WrestlingData.com (الإنجليزية)
- كيمبر لي على موقع CageMatch worker (الإنجليزية)
- كيمبر لي على موقع قاعدة بيانات المصارعة على الإنترنت (الإنجليزية)
- كيمبر لي على موقع عالم المصارعة على الإنترنت (الإنجليزية)